# Герлах фон Хоенлое
Герлах фон Хоенлое (на немски: Gerlach von Hohenlohe; * пр. 1344; † ок. 1387/сл. 27 януари 1392) е господар на Хоенлое-Уфенхайм-Ентзе.
Той е син на Лудвиг фон Хоенлое († 1356), господар на Уфенхайм-Шпекфелд († 1356), и съпругата му Елизабет фон Насау-Вайлбург-Висбаден († ок. 1370), дъщеря на граф Герлах I фон Насау-Висбаден (1288 – 1361) и първата му съпруга ландграфиня Агнес фон Хесен (1292 – 1332). 

## Фамилия
Герлах фон Хоенлое се жени пр. 13 август 1358 г. за принцеса Маргарета Баварска (* 1325; † 1374, погребана в Мюнхен), вдовица на принц Стефан от Унгария-Хърватия-Славония († 1354), дъщеря на император Лудвиг IV Баварски († 1347) и втората му съпруга Маргарета Холандска († 1356). Те нямат деца.